# Международный конкурс пианистов среди любителей
Международный конкурс пианистов среди любителей (англ. International Piano Competition for Outstanding Amateurs, IPCOA) — конкурс, проводящийся Фондом Вана Клиберна (основным проектом которого является Международный конкурс пианистов имени Вана Клиберна) в городе Форт-Уорт (США, штат Техас). Впервые проведён в 1999 году, затем в 2000, 2002, 2004, 2007 и 2011 годах.
К участию в конкурсе допускаются лица не моложе 35 лет независимо от гражданства — с условием, что игра на фортепиано или её преподавание не является их профессией (способом заработка). В отличие от профессиональных конкурсов, репертуар конкурсантов не ограничен ничем, кроме требования не повторять одни и те же произведения в двух турах подряд. В жюри конкурса входят видные музыканты (в частности, в жюри 2007 года участвовали четверо победителей профессионального Конкурса имени Клиберна прошлых лет: Жозе Фегали, Джон Накамацу, Станислав Юденич и Ольга Керн).
Победителями и лауреатами конкурса становились, естественно, не самоучки, а люди, в юности получившие так или иначе фортепианное образование, но затем в силу тех или иных причин изменившие род деятельности, — от профессора химии Виктории Брагин, долго выбиравшей между искусством и химией и выбравшей всё же научную карьеру, до домохозяйки Энн Херлонг, незадолго до предполагаемого поступления в Джульярдскую школу вышедшей замуж и посвятившей себя воспитанию пятерых детей, а когда дети выросли — вернувшейся к занятиям музыкой. Среди лауреатов — профессор информационных технологий Массачусетского технологического института Майкл Хоули, торговец старинными монетами Жоэль Холубек, директор гериатрической клиники Александр Бодак, помощник менеджера в кофейне «Старбакс» Кристофер Бассо. Из более поздних дополнений к биографиям победителей и лауреатов  видно, что во многих случаях победа в любительском конкурсе высшего уровня становилась для них ступенью к частичной профессионализации в качестве музыкантов (так, Виктория Брагин после победы в конкурсе вышла в отставку со своей профессорской должности и занимается музейной, концертной и лекционной деятельностью — сообщается, в частности, о данном ею концерте из произведений Александра Бородина, также, как известно, с трудом выбиравшего между химией и музыкой).